# Видор (коммуна)
Видор (итал. Vidor) — коммуна в Италии, располагается в провинции Тревизо области Венеция.
Население составляет 3752 человека (на 2008 г.), плотность населения составляет 280 чел./км². Занимает площадь 13,52 км². Почтовый индекс — 31020. Телефонный код — 0423.
Покровителем коммуны почитается святой Иосиф Обручник, празднование 19 марта.